# Älgsjön, Uppland
Älgsjön är en sjö i Östhammars kommun i Uppland och ingår i Forsmarksåns huvudavrinningsområde. Sjön är 1,2 meter djup, har en yta på 1,07 kvadratkilometer och befinner sig 22 meter över havet. Sjön avvattnas av vattendraget Gålarmoraån. Vid provfiske har bland annat abborre, gers, gädda och mört fångats i sjön.

## Delavrinningsområde
Älgsjön ingår i det delavrinningsområde (669033-162080) som SMHI kallar för Utloppet av Älgsjön. Medelhöjden är 34 meter över havet och ytan är 27,95 kvadratkilometer. Det finns inga avrinningsområden uppströms utan avrinningsområdet är högsta punkten. Gålarmoraån som avvattnar avrinningsområdet har biflödesordning 2, vilket innebär att vattnet flödar genom totalt 2 vattendrag innan det når havet efter 22 kilometer. Avrinningsområdet består mestadels av skog (70 procent) och jordbruk (13 procent). Avrinningsområdet har 1,06 kvadratkilometer vattenytor vilket ger det en sjöprocent på 3,8 procent.

## Fisk
Vid provfiske har följande fisk fångats i sjön:
- Abborre
- Gärs
- Gädda
- Mört
- Sutare